# Germán Jaramillo
Germán Jaramillo (* 1952 in Manizales, Caldas) ist ein kolumbianischer Schauspieler und Regisseur.

## Leben
Jaramillo gründete im Mai 1973 mit Ricardo Camacho, Germán Moure und anderen das Teatro Libre in Bogotá. Hervorgegangen aus einem freien Studententheater der Universidad de Los Andes und anderen, der maoistischen Partei Movimiento Obrero Independiente y Revolucionario (MOIR) nahestehenden Künstlergruppen, entwickelte sich das Teatro Libre zur wichtigsten Theatergruppe Kolumbiens. Zum Repertoire gehörten unter anderem Peter Weiss, Bertolt Brecht, Friedrich Dürrenmatt, Jean-Paul Sartre, John Millington Synge, Athol Fugard und Harold Pinter, aber auch zeitgenössische kolumbianische Autoren wie Jairo Aníbal Niño, Sebastián Ospina, Jorge Plata, Eduardo Camacho und Piedad Bonnett.
Jaramillo wirkte als Darsteller und Regisseur in über 40 Produktionen des Theaters mit und wurde mehrfach als bester kolumbianischer Theaterschauspieler des Jahres ausgezeichnet. Eine seiner wichtigsten Rollen war die Hauptrolle in La agonía del difunto (Der Todeskampf eines selig Entschlafenen) von Esteban Navajas Cortes, die er seit 1976 mehr als 3000-mal verkörperte. Er lehrt auch an der 1988 gegründeten Theaterschule des Teatro Libre (Escuela de Formación de Actores).
Jaramillo, der sich stets weigerte, Fernsehrollen anzunehmen, spielte im Jahr 2000 die Hauptrolle in Barbet Schroeders Kinofilm La Virgen de los Sicarios nach dem Roman von Fernando Vallejo. Der Film lief im Wettbewerb der Internationalen Filmfestspiele von Venedig 2000, und die Rolle des Schriftstellers Fernando, der nach langen Jahren im Ausland in seine Heimatstadt Medellín zurückkehrt und durch seine jugendlichen Liebhaber mit der inzwischen alltäglichen Gewalt der Drogenbanden konfrontiert wird, machte Jaramillo international bekannt.
Im August 2001 gründete er mit Ramiro Sandoval in New York das ID Studio Theater.

## Filmographie
- 2000: Die Madonna der Mörder / Our Lady of the Assassins (La Virgen de los Sicarios) – Regie: Barbet Schroeder
- 2004: Sin Amparo – Regie: Jaime Osorio Gómez
- 2008: Paraiso Travel – Regie: Simon Brand